# Корелла
Корелла, или Нимфа, или Нимфовый попугайчик (лат. Nymphicus hollandicus) — птица семейства какаду, единственный вид рода Nymphicus.

## Описание
Длина с хвостом 30—33 см, а сам хвост 14—16 см; вес около 100 г. Характерной чертой является довольно высокий хохолок на голове и длинный заострённый хвост. Окраска оперения у самцов и самок разная. Самец окрашен более ярко. Оперение у него тёмно-оливково-серое, хохолок и голова жёлтые. Маховые и рулевые перья бархатно-чёрные, с синевато-серым оттенком. Щёки, передняя часть головы и хохол сернисто-жёлтые, на щеках имеются оранжево-красные пятна. Клюв похож на клюв какаду, но значительно короче. Самки грязно-жёлтого цвета на голове, нижняя сторона тела с буроватым оттенком, на щеках оранжевые пятна. Голова и хохолок у них бледно-серые с желтоватым оттенком. На внутренних опахалах маховых и рулевых перьев расположены овальные пятна бледно-жёлтого цвета, по внешним краям наружных рулевых перьев имеются жёлтые полосы с нижней стороны а с верхней грязно серые. У взрослых иногда они присутствуют во время линьки. Окраска молодых птенцов такая же, как и у самок, только в возрасте 10—12 месяцев окраска их соответствует взрослым птицам. Из-за простоты разведения этих птиц в неволе было выведено много новых окрасов, что сильно усложняет определение пола.
Вот самые известные вариации окрасов:
- Альбинос (белый с красными глазами). Его характеризует полное отсутствие пигмента. Окраска этих птиц полностью белая, иногда с кремовым налётом. Голова и перья, образующие хохолок, желтые. Пятна по бокам головы идентичны у особей обоего пола. Самец белее самки. У самки можно заметить бледно-желтые пятна на крыльях и перьях подхвостья, которые иногда создают впечатление мраморной окраски.
- Белый (с черными глазами). Этот подвид получается в результате скрещивания белых самок с серыми самцами (носителями гена белизны). Птицы отличаются достаточно интенсивным жёлтым налётом. У самца более светлые перья подхвостья, а два самых длинных пера в хвосте — чисто белые. У самки перья подхвостья имеют отчетливый мраморный рисунок, а перья хвоста — желтые.
- Лютино (жёлтый с красными глазами). Птица имеет жёлтую окраску и белые пятна на крыльях. У особей обоего пола имеются ярко-оранжевые пятна по бокам головы.
- Светло-серый. Появился от скрещивания серых и белых нимф с черными глазами. Имеет гораздо более светлую окраску по сравнению с серой нимфой, остальные характерные черты для полов сохраняются такими же.
- Цвета корицы. Наличие окраски цвета корицы связано с расстройствами в биохимических превращениях организма. Тёмный пигмент образуется при участии меланина (чёрный пигмент) и феомеланина (коричневый пигмент). Для того, чтобы сделать оттенки более светлыми или получить новые разновидности, часто скрещиваются нимфы цвета корицы с лютино. Светло-коричневая окраска появляется только вместо серой.
- Темно-желтоватый. Этот подвид появился при участии разновидности цвета корицы. Окраска птиц колеблется от тёмно-желтоватой до светло-кремовой. Посветление и изменение окраски также относится только к серым перьям.
- Шеки. У этих попугаев серые перья, на которых располагаются неоднородные белые пятна. Самыми ценными являются те птицы, у которых серый и белый цвет присутствуют в одинаковых пропорциях, а пятна четкие и расположены симметрично. Белые пятна могут появиться неожиданно у других подвидов, определяемых окраской, например, у обычных серых, цвета корицы, лютино, жемчужно-серых. Считается, что шеки являются наилучшим исходным материалом для получения новых подвидов. В результате сочетания жемчужно-серой разновидности с шеками получаются жемчужно-серые шеки. У этих птиц белая голова, бело-жёлтый хвост, крылья и спина жемчужно-серые. После смены оперения самки сохраняют такой тип окраски, а у самцов остаётся окраска шека.

Среди шеков имеются также арлекины. У этих попугаев серые крылья, жёлтая голова и хохолок, остальные перья — белые.
- Жемчужно-серый. Эта разновидность возникла из подвида цвета корицы и тёмно-желтоватого подвида. У принадлежащей к ней птиц край пера тёмный, а середина белая. Иногда удается получить вместо белого цвета жёлтый с налётом цвета корицы. Яркость серой окраски бывает различной. Самка сохраняет жемчужно-серую окраску на протяжении всей жизни. Самцы меняют её, некоторые уже после первой линьки (потери перьев), другие лишь по истечении нескольких лет.
- Белокрылый. Попугаи этого подвида имеют светло-серую окраску, маховые перья в крыльях — белого цвета. Остальные признаки, характеризующие самца и самку, идентичны тем, которые имеют серые нимфы.
- Чернокрылый. Птица имеет светло-серую окраску, только спина, гузка и крылья более тёмные. На крыльях отчетливо видно белёсое пятно. Окраска у особей обоего пола идентична.
- Чёрный. Птица чёрно-серая с грудкой интенсивно чёрной окраски, голова у неё более светлая. На крыльях заметны белые пятна, как у серой нимфы. По бокам головы имеются тёмно-оранжевые пятна, иногда с единичными черными перышками.

## Определение пола кореллы
Пол кореллы определяют по поведению и окрасу. В возрасте до 9—12 месяцев пол по оперению определить невозможно (кроме природного окраса), поэтому как правило производится оценка поведения попугая. Характерное поведение для самца: стучание клювом по различным предметам, пение (многосложное, отличающееся от простого крика "кви-кви"), самцы складывают крылья "сердечком" и характерно подпрыгивают, в целом самцы создают намного больше шума. По окрасу несложно определить пол кореллы после ювенальной линьки (9—12 месяцев, зависит от условий содержания) у нимф с природным окрасом. Характерный окрас для самцов-природников: жёлтая голова, более яркие красные щёчки, однотонная (без пятен) внутренняя часть крыла и хвоста. 100 % способом определения пола кореллы по данным некоторых заводчиков является ДНК экспертиза.

## Распространение
Населяют засушливые области Австралии: травянистые степи с отдельно стоящими деревьями и кустами, иногда посещают полупустыни, а также живут на равнинах у берегов рек и озёр. В течение всего года, за исключением периода размножения, они держатся небольшими группами (от 10 до 50 птиц) и лишь в особо засушливые годы скапливаются возле водоемов в больших количествах.

## Образ жизни
В природных условиях живут в джунглях расположенных по берегам рек и в открытых эвкалиптовых рощах, в заросших низким кустарником саваннах. Часто сидят на вершинах засохших деревьев и на высоких кустарниках, благодаря своей окраске они остаются на них незаметными. Сидя высоко на дереве, они могут близко подпустить человека, а вот в траве они очень пугливы. Основной пищей являются семена травянистых и многих древесных растений. Попугаи пасутся на земле, поедая не только соцветия трав, но и активно добывают мелкие корешки и прикорневую часть растений. Также они садятся на цветущие эвкалипты, где очевидно кормятся нектаром, а может быть и мелкими насекомыми. 
Особи данного вида живут от 10 до 17 лет в домашних условиях, в естественной среде обитания этот срок не превышает 10 лет.
Кореллы не переносят ярко синий цвет, потому что в природе он вызывает раздражение и страх.

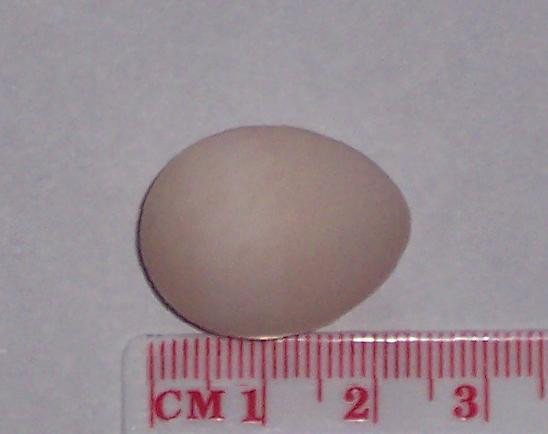
Яйцо кореллы

## Размножение
Размножаются в сезон дождей, когда появляется много корма для птиц и их птенцов. Гнездятся в пустотах толстых ветвей засохших деревьев. В кладке обычно 3—7 белых яиц. В высиживании принимают участие оба родителя. Период инкубации 21 день. Вылупившиеся птенцы покрыты желтоватым пушком. Родители кормят их поочерёдно, и спустя 4—6 недель молодняк покидает гнездо. В это время взрослые делают вторую кладку яиц, продолжая докармливать первый выводок.

## Содержание
Законодательство Австралии не разрешает их вывоз за границу, хотя они довольно легко размножаются в неволе. Пользуются большой популярностью. Они быстро приручаются и могут выучивать отдельные слова, а также мелодии. Самцы хорошо поют, подражая уличным птицам — синицам, сорокам, соловьям. Выведено несколько цветовых вариаций корелл — чисто белые, жемчужные, пестрые и другие. Продолжительность жизни в неволе, при должном уходе, составляет до 15—25 лет.
Птицы продаются в зоомагазинах. При хорошем отношении к птице, она легко пойдёт на контакт с хозяином. Брать взрослых особей может быть рискованно, потому что они могут помнить своих прошлых хозяев, поэтому привыкание к "новому" человеку может занять больше времени, также у них уже мог сформироваться определённый характер. Совсем юные попугаи требуют повышенного внимания и заботы к себе.
Для питания необходимо максимальное разнообразие кормов - это ветки, пророщенные зерна, овощи, фрукты, зелень, насекомые. Зерновая смесь (замоченная) должна составлять примерно не больше 15 процентов от рациона.

## Галерея

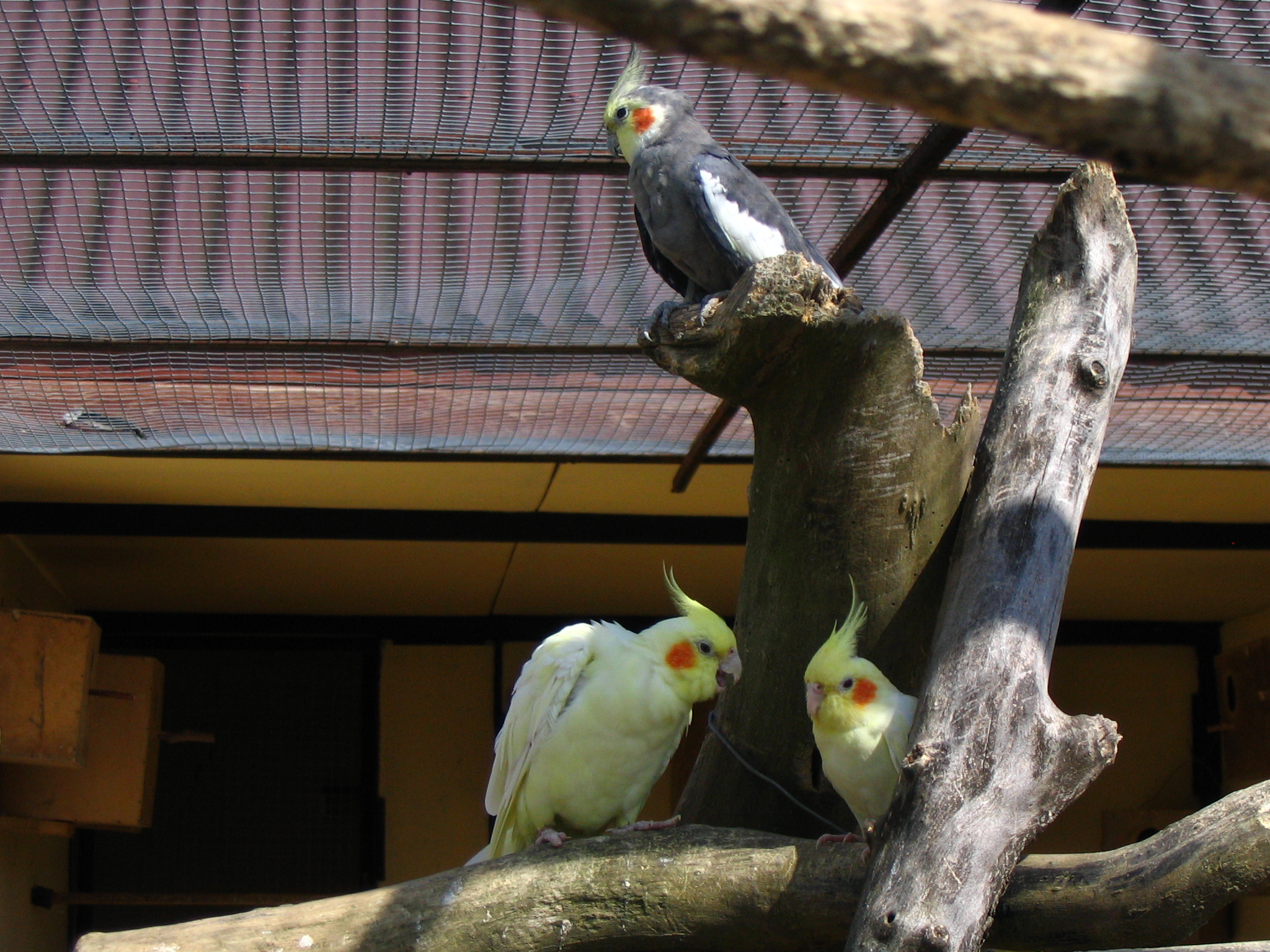
Корелла природного окраса (вверху) и лютино (внизу)
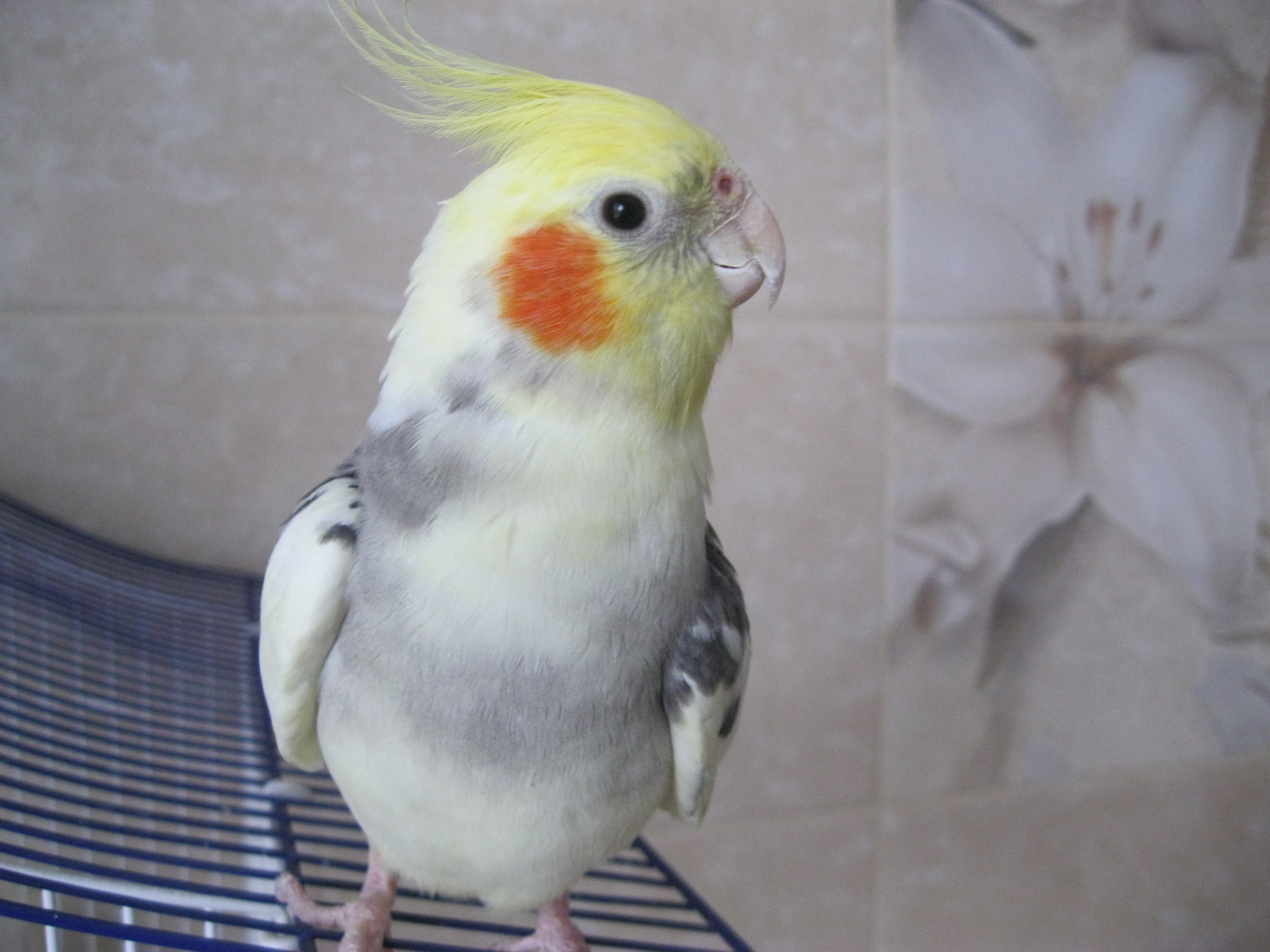
Самец пятнистого окраса
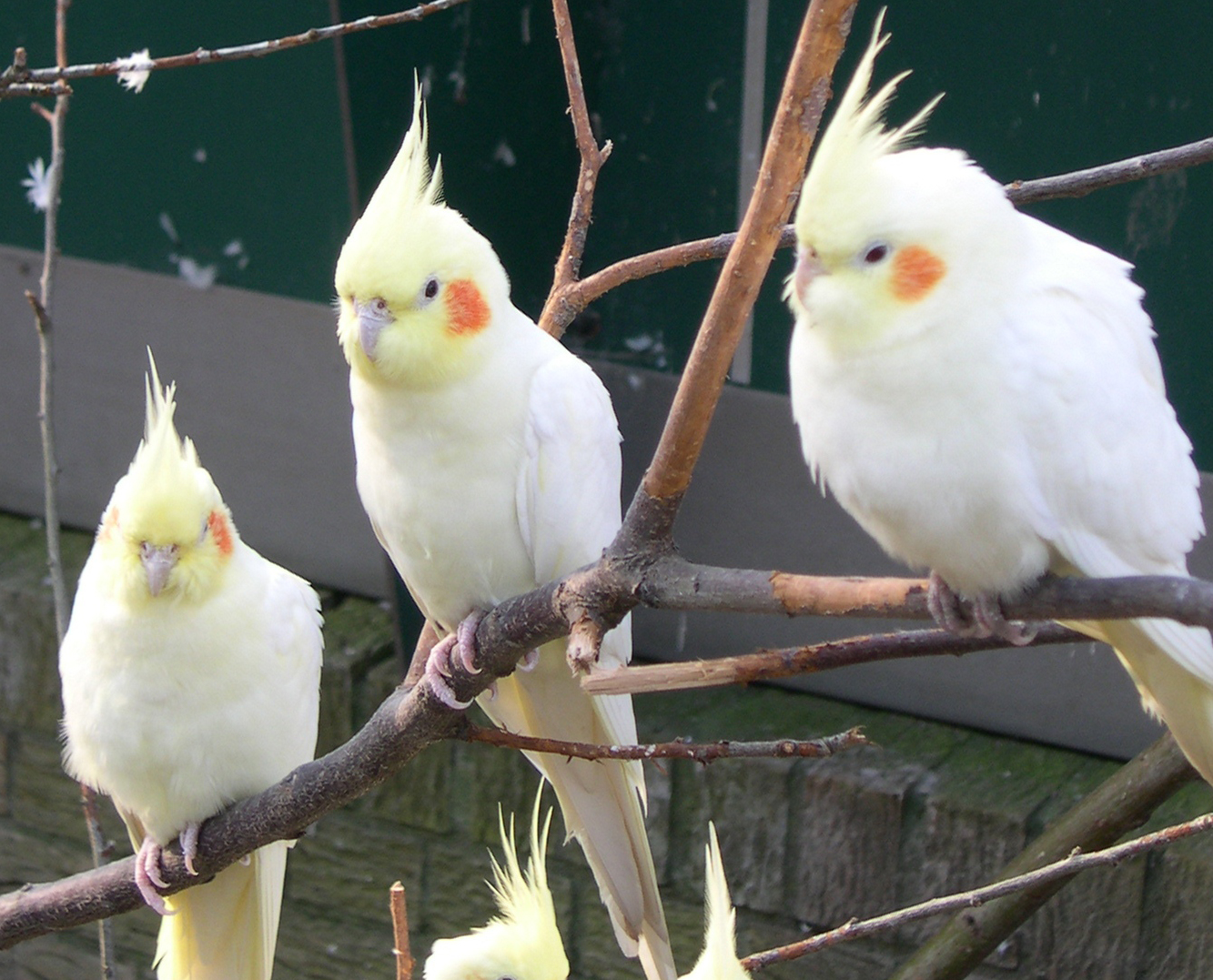
Кореллы окраса Лютино
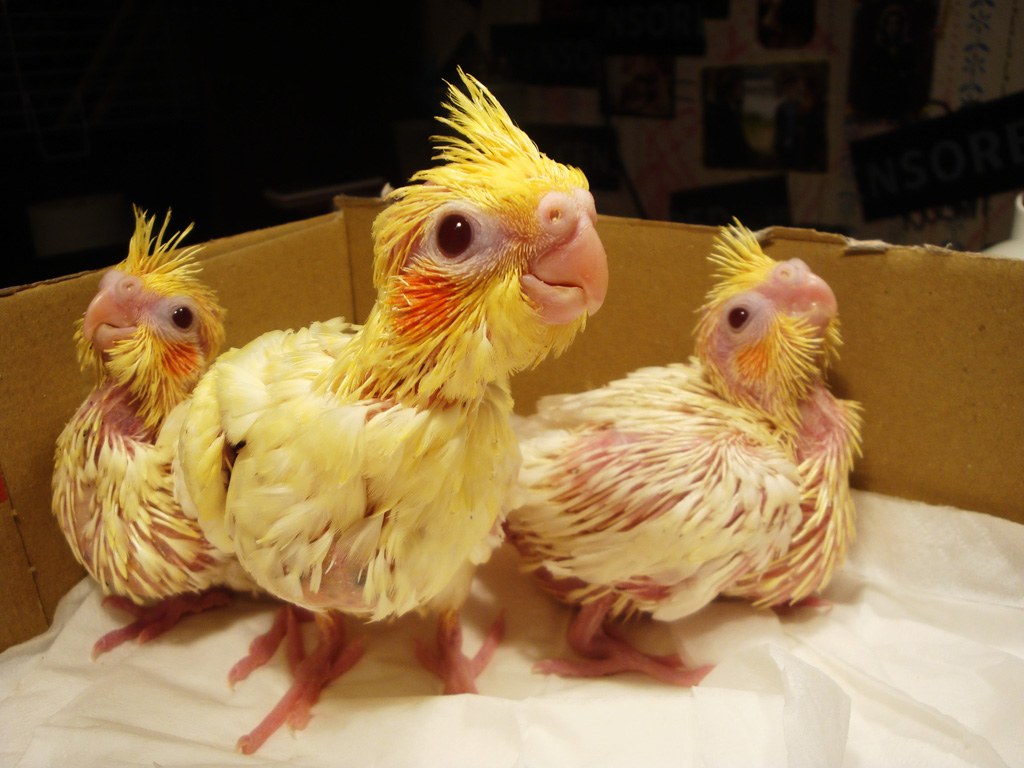
Птенцы корелл окраса лютино (возраст — 2 недели)
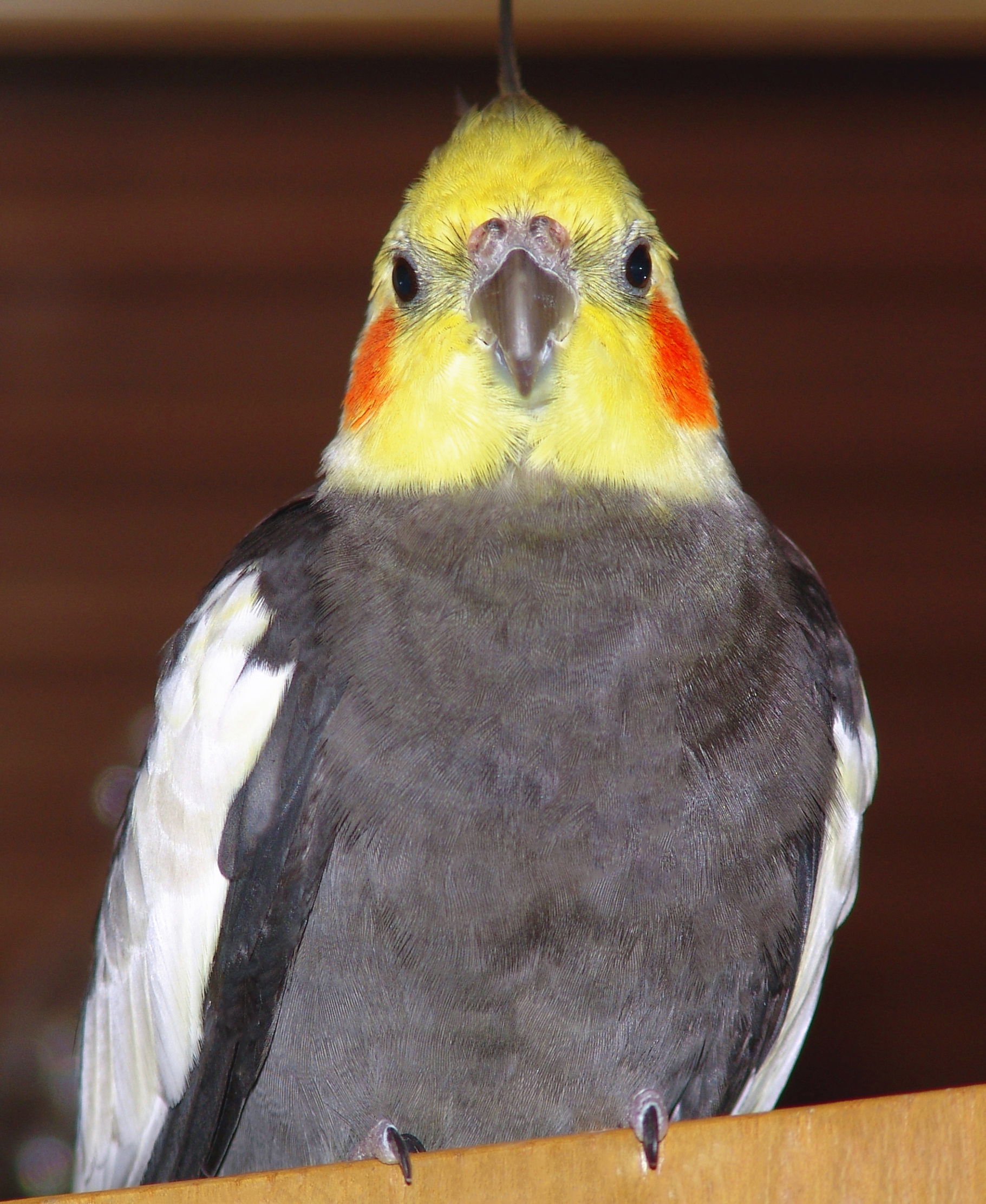
Самец природного окраса
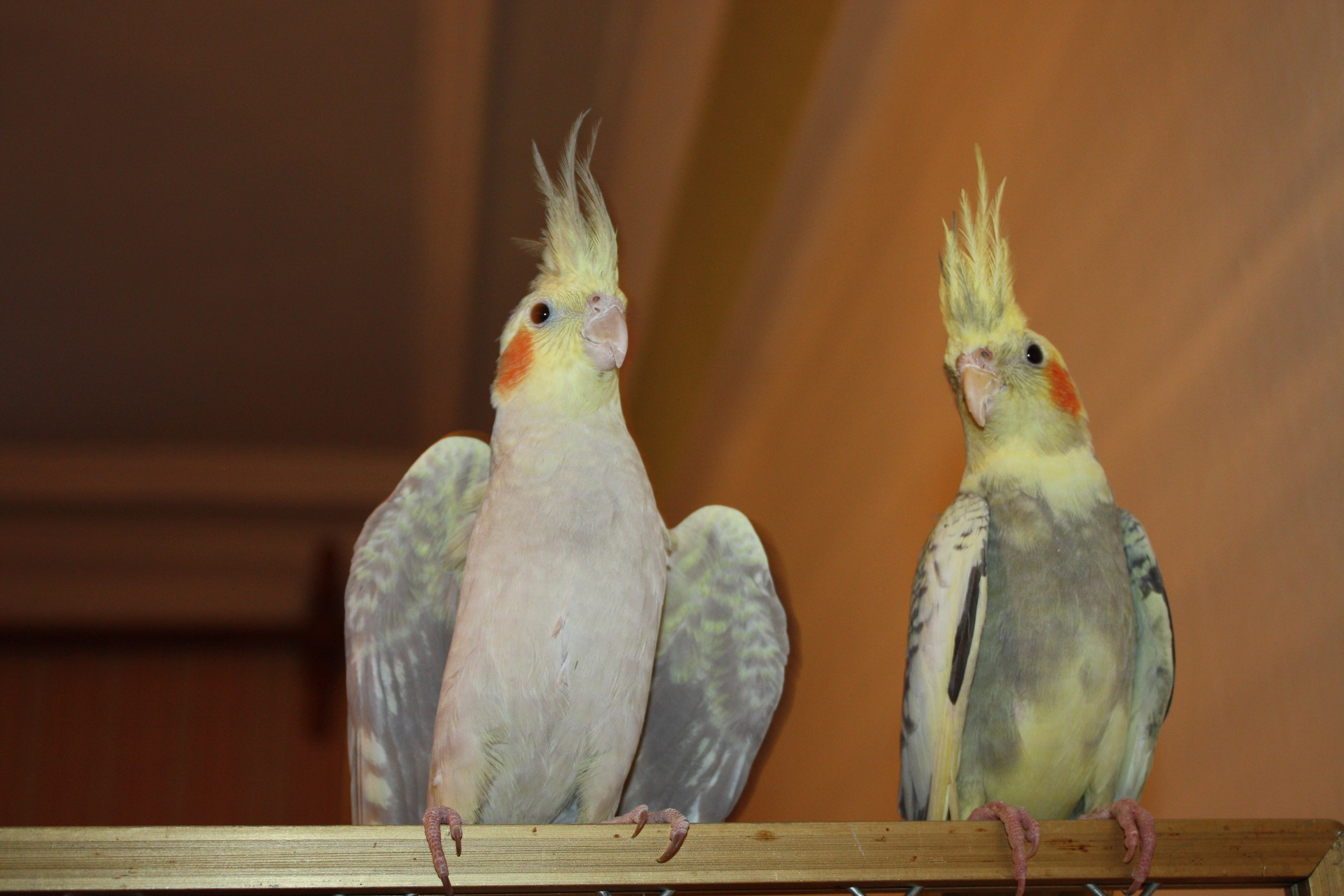
Братья кореллы